# 郭揚聲
郭揚聲為中國清朝武官官員，本籍福建同安县。
行伍出身的郭揚聲於1850年（道光30年）奉旨接替葉常春，於台灣地區擔任台灣水師協副將。而隸屬台灣鎮之下的此官職是台灣清治時期的這階段，全台灣的海防軍事層級最高武將，其統帥三標水營，數千名水師兵勇。